# Angelo Vincenzo De Dominicis

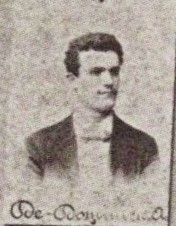
Angelo Vincenzo De Dominicis nell’anno della sua laurea (1899)

Angelo Vincenzo De Dominicis (Bari, 30 luglio 1875 – Milano, 30 dicembre 1936) è stato un medico italiano.

## Biografia
Primogenito del celebre pedagogista ed esponente del positivismo filosofico Saverio Fausto De Dominicis, originario di Buonalbergo (Benevento), e della bolognese Angiolina Maria Colognesi, Angelo, detto anche Angiolo, nacque a Bari dove il padre era stato trasferito di punto in bianco dal Liceo Galvani di Bologna a causa delle avversate sue idee progressiste e del suo insegnamento laico. A Bari Angelo trascorse la prima infanzia e nel 1881, quando il padre vinse il concorso per la cattedra di pedagogia bandito dall’ateneo ticinese, si trasferì con la famiglia a Pavia, allora unico polo universitario lombardo.
Là Angelo fece l’intero suo percorso scolastico, conseguì la maturità al Liceo Ugo Foscolo e, seguendo le orme del nonno paterno Vincenzo, si iscrisse alla facoltà di medicina, laureandosi nel 1899.
Allievo di Gioele Filomusi Guelfi, di cui divenne assistente ordinario, Angelo coltivò studi di specializzazione in anatomopatologia e medicina legale, dedicandosi alla ricerca scientifica e pubblicando numerosi lavori nell’ambito di quelle discipline, tanto da aspirare, ancora giovane, alla libera docenza. Ma nei primi anni del 1900 la facoltà di medicina dell’Università degli Studi di Pavia, come testimonia un suo autorevole docente, «fu turbata… da un episodio che fece fermentare rancori ed inimicizie». E «il pomo della discordia fu proprio la libera docenza di [Angelo] De Dominicis», appoggiata dagli uni e contrastata dagli altri, sulla base di simpatie e antipatie personali.
Nel 1905 sulla famiglia De Dominicis si abbatté la tragedia della morte del terzogenito Vincenzo, studente universitario di medicina a Napoli, dove si era trasferito per sottrarsi alle beghe pavesi testé ricordate.
Angelo, con la famiglia, lasciò Pavia e si stabilì a Milano. Qui proseguì i suoi studi di medicina legale; fece alcune scoperte, come il metodo della «epitranscopia» di notevole rilievo nella evoluzione della materia; conseguì la libera docenza; insegnò presso gli Istituti clinici di perfezionamento, creati nel 1904 e sui quali fu costruita poi, nel 1924, la Facoltà di medicina della neonata Università degli Studi di Milano, promossa e retta da Luigi Mangiagalli.
A Milano Angelo esercitò contemporaneamente la professione medica, con intenti filantropici e umanitari, aprendo un ambulatorio in via Ludovico Settala. A questo chiunque poteva rivolgersi e ricorrevano spesso indigenti e derelitti, ai quali Angelo prestava anche visite domiciliari gratuite e sostegni economici.
Egli fu inoltre, come ufficiale di complemento, medico militare, raggiungendo il grado di maggiore e membro effettivo di diverse accademie scientifiche, tra cui la molto attiva Accademia Roveretana degli Agiati.
La sua morte, avvenuta nel 1936, suscitò cordoglio nelle autorità cittadine e nella popolazione del quartiere dove egli esercitava; questa manifestò la propria gratitudine e il proprio affetto al medico-benefattore con una sentita partecipazione ai suoi funerali.

## Pubblicazioni
Tra le pubblicazioni scientifiche di Angelo De Dominicis si ricordano:
- I cristalli di emocromogeno dalle macchie di sangue, pp. 26, 8°, U. Allegretto ed., Milano, 1902;
- Ricerche sul reperto anatomo-patologico dell’annegamento, in Giorn. di med. leg., IX, Pavia, 1902, p. 241 ss.;
- Note critico-sperimentali sull’annegamento, in Giorn. di med. leg., X, Pavia, 1904, p. 37 ss.;
- Sull’iperidria, l’iperaeroidria e l’iperaeria del polmone nell’annegamento, in Studi di medicina legale in onore di G. Ziino, Messina, 1907, p. 526 ss.;
- Sul veleno inalato dalle ossa, in Atti dell’Accademia roveretana degli Agiati, apr./giu. 1909, p. 165;
- Iperidria, iperaeroidria, iperaeria e raggi x, in Arch. intern. de méd. lég., V, Bruxelles, 1914, p. 265;
- Cutitanatoreazione, in Il Cesalpino, Arezzo, 1915, XI, p. 17 ss.;
- La transcopía, nuovo metodo per il riconoscimento del sangue umano, in Boll. chim. farm., Milano, 1916, IV, p. 513 ss.;
- Sulle iperasfissie da idrogeno solforato ed acido cianitrico, in Il Cesalpino, Arezzo, 1917, XIII, p. 31 ss.;
- È giustificato il concetto di iperasfissia od asfissia da ossido di carbonio?, in Il Cesalpino, 1917, XIII, p. 113 ss.;
- Sulla docimasia gastrica larvata, in Quaderni di med. leg., Milano, 1918, p. 68 ss.;
- Sulla docimasia cartemometrica dell’annegamento, in Gazz. med. lomb., Milano, 1920, p. 103;
- Avvelenamento per gas dalla strada, in Gazz. Intern. Med., Chir. e Ig., 5, 1920.

Altre pubblicazioni di Angelo De Dominicis sono elencate in Annuario della R. Università di Pavia, anno acc. 1901-1902, Bizzoni tip., Pavia, 1902, p. 117.